# 葛崇德
葛崇德（Louis van Dyck，1862年1月21日—1937年12月4日），圣母圣心会会士，天主教蒙古西南境代牧区主教（1915年–1937年）。
1862年1月21日，葛崇德生于比利时Loenhout，1882年加入圣母圣心会，1885年5月30日晋升神父。
1887年来到蒙古傳教。1915年8月10日，教廷任命葛崇德为蒙古西南代牧区宗座代牧，接替去世的闵玉清主教，1916年1月23日接受祝圣。
1937年，葛崇德主教退休，同年12月4日，葛崇德主教去世，终年75岁。继任者为穆清海主教。